# 봉평고등학교
봉평고등학교(蓬坪高等學校)는 대한민국 강원특별자치도 평창군 봉평면 창동리에 위치한 공립 고등학교이다.

## 학교 연혁
- 1954년 5월 10일 : 봉평중학교 설립인가
- 1954년 7월 20일 : 봉평중학교 개교
- 1980년 11월 26일 : 봉평고등학교 설립인가
- 1981년 5월 1일 : 봉평고등학교 개교
- 2010년 2월 8일 : 신축이전 기념식
- 2025년 1월 3일 : 제42회 졸업식(누적 졸업생 2,412명)
- 2025년 3월 1일 : 제18대 양길현 교장 부임
- 2025년 3월 4일 : 제45회 입학식(32명 입학)

## 참고 자료
- 봉평고등학교 - 한국교육학술정보원 학교알리미